# New Village (Estados Unidos)
New Village es un lugar designado por el censo ubicado en el condado de Warren en el estado estadounidense de Nueva Jersey. En el año 2010 tenía una población de 421 habitantes.

## Geografía
New Village se encuentra ubicado en las coordenadas 40°43′2.89″N 75°4′56.53″O / 40.7174694, -75.0823694.